# Qamchābād
Qamchābād (persiska: قُميش آباد, قمچ آباد, قُمشاه آباد, Qomīshābād) är en ort i Iran.   Den ligger i provinsen Zanjan, i den nordvästra delen av landet, 190 km väster om huvudstaden Teheran. Qamchābād ligger 1 467 meter över havet och antalet invånare är 561.
Terrängen runt Qamchābād är huvudsakligen platt, men åt nordost är den kuperad.Runt Qamchābād är det ganska glesbefolkat, med 29 invånare per kvadratkilometer. Närmaste större samhälle är Abhar, 12,4 km nordväst om Qamchābād. Trakten runt Qamchābād består i huvudsak av gräsmarker.